# 도로시 조던

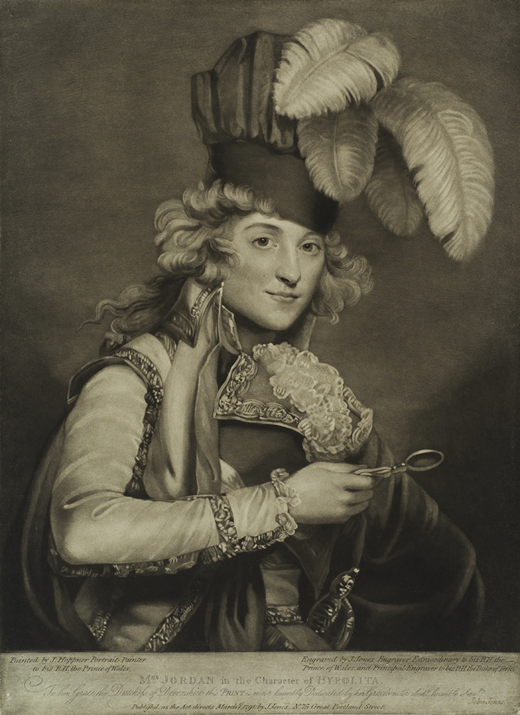
도로시 조던

도로시아 조단(Dorothy Jordan, 1761년 11월 21일 - 1816년 7월 5일)은 영국의 윌리엄 4세가 즉위하기 전 클래런스 공작으로 있을 때의 애첩.
본명은 도로시아 조단(Dorothea Jordan)으로, 워터포드(아일랜드의 맨스터 지방) 근교에서 태어난 아일랜드인이다. 배우가 되어, 예명인 '미세스 조단'으로 유명해졌지만, 평생 독신으로, 조던이란 성을 가진 사람과 결혼했다는 사실은 없다. 기혼여성이 무대에 서는 일은 드물어서, 칭찬의 표적이 되었기 때문에, 일부러 그런 예명을 붙인 것이다. 아름답고 재치가 있고 지적인 도로시를, 부유한 남성들이 그냥 놔 두지 않았다. 그녀는 1780년대 후반부터 클래런스 공 윌리엄과 동거를 시작했다. 정치적으로 애첩의 입장을 이용하려하지 않고, 자신은 궁정에서 어떠한 역할을 할 것도 없었다. 동거 후에도 그녀는 배우로서 무대에 계속 섰고, 때로는 윌리엄과 함께 사람들 앞에 섰다. 윌리엄과의 사이에 10명의 아이를 낳아, 그들에게는 피츠클래런스(FitzClarence : 의미는 클래런스의 아이)라는 성이 부여되었다.
윌리엄과의 관계를 계속하면서도, 동시에 경찰간부인 리처드 포드, 왕립극장의 매니저 리처드 달리와의 소문도 났다. 윌리엄은 작센 마이닝겐의 공녀 아델하이트(아델레이드 오브 작스 마이닝겐)과 정식으로 결혼을 하면서, 관계는 끝났다. 1816년, 파리 근교에서 가난한 생활을 하다가 죽었다.